# 影碟出租店

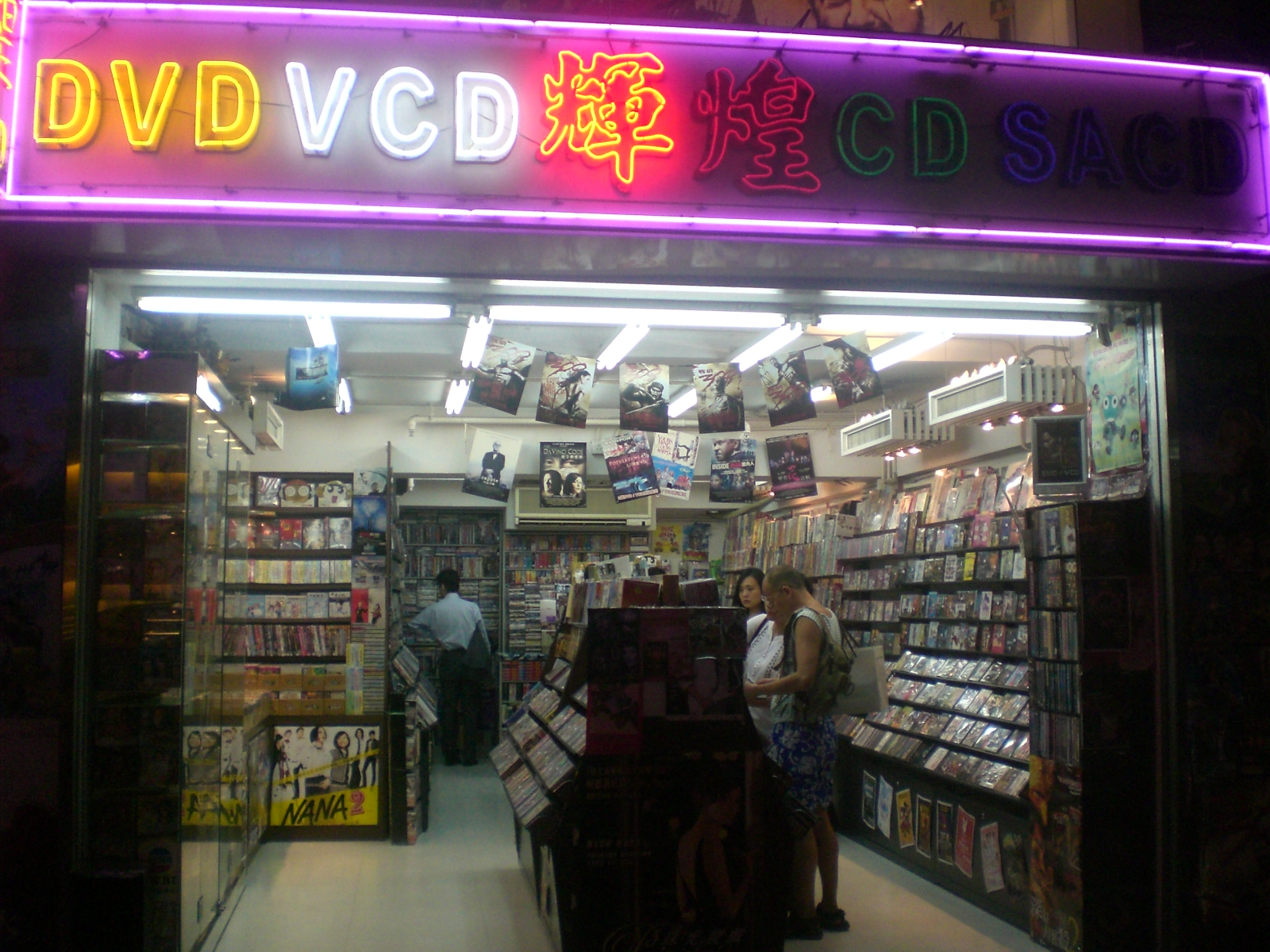
位於香港的傳統光碟鋪

影碟出租店是專門售賣或出租影碟的商店，有些會兼售電影的周邊商品和播放機，有些附設座位供人於店內試看。
影碟一直有一群固定地消費族群支持，影碟店的投資成本低而收入相對穩定，大部分影碟店引進電腦管理，不需要高深技術，所以深受特別是年青及資金短少的創業者的喜愛，因此到處可見影碟店的開設，彼此之間競爭相當激烈。
在新世紀初影碟店的加盟模式成長快速，除了老字號的加盟店外，新興加盟體系紛紛打出免加盟金、投資金額低等多項優惠，在短時間搶佔影碟店市場。現在加盟體系或新開店都是複合式經營，相當多有販賣雜誌、期刊、DVD播放機、小飾品、海報甚至零食等等。
但由於寬頻日漸普及，網際網路上有不少合法與非法的影音內容可供觀賞，影碟出租店與租書店一樣逐漸被影響而造成營收下降。
在2010年代本行業漸漸式微，殘餘的多半改為售賣模式或網上經營。

## 相關
- 亞藝影音
- 百視達
- 家庭劇院
- 租書店